# 東京都市計画道路幹線街路環状第5号線

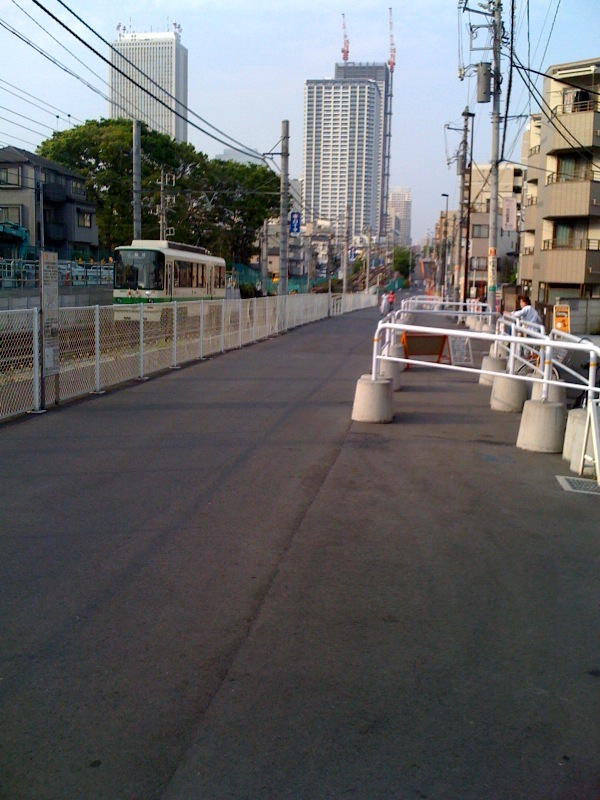
雑司が谷付近の計画地

東京都市計画道路幹線街路環状第5号線（とうきょうとしけいかくどうろかんせんがいろかんじょうだい5ごうせん）は、東京都港区南麻布から北区滝野川に至る「環状第5の1号線」（環5ノ1）、および北区王子から荒川区荒川に至る「環状第5の2号線」（環5ノ2）からなる都市計画道路である。
大部分が「明治通り」と重複するが、池袋や新宿の繁華街をバイパスする部分が異なる。新宿周辺部は2022年に開通し「御苑通り」の通称がつけられたが、池袋周辺部は未開通であり、開通後の通称も未定。
また、環5ノ2のうち、北区王子3丁目交差点から北区豊島の溝田橋（みぞだばし）交差点の区間は明治通りから外れている。環5ノ1には支線1 - 支線3があるが、環5ノ1支1は新宿駅の東側にアクセスする道路で、明治通りと重複する。

## 起点・終点
環5ノ1（Google マップ（支1、明治通りを含む））
- 起点：東京都港区南麻布（天現寺交差点）
- 終点：東京都北区滝野川（飛鳥山交差点）

環5ノ1支1
- 起点：東京都新宿区新宿（新宿区役所第二分庁舎前）
- 終点：東京都渋谷区千駄ヶ谷（新宿パークホテル前）

環5ノ2（Google マップ）
- 起点：東京都北区王子（王子3丁目交差点）
- 終点：東京都荒川区荒川（宮地交差点）

## 建設中の区間
雑司が谷（1,400 m）
開通により池袋駅前の明治通りの交通が大幅に転換され、混雑緩和に貢献すると予想されている。地上の都電荒川線と地下の東京メトロ副都心線の間（千登世橋）に道路トンネルを建設している。そのため都電荒川線の移設など大掛かりな工事が行われている。
2020年（令和2年）6月現在、工事中で開通時期は未定。
戸山（710 m）
千駄ヶ谷（805 m）
新宿御苑に群生する樹齢100年を超える希少なラクウショウ（落羽松）の保護と御苑内の湧水への影響が懸念されたことから、1994（平成6）年度に道路整備方法について東京都建設局と環境省との間で調整を開始、1999（平成11）年度から2002年（平成14年）7月まで環境影響調査を4回実施、調査結果を踏まえ2003（平成15）年度に環境省と道路構造案について基本合意、2005年（平成17年）に平面4車線（幅員31 - 35 m）だった都市計画を変更、トンネルと地平の2層構造（幅員14 m。トンネル部の内空断面幅は8.25 m）に変更した。
明治通りの地下は道路トンネルの建設を想定せずに下水道の大規模幹線を始めとする各種の埋設工事が繰り返されてきたため、それらが輻輳しており、各埋設企業による移設工事に相当な時間を要した。
2010年（平成22年）着手、2019年（令和元年）8月時点で用地取得率99 %、トンネル部の工事は概ね完了し、現道との接続工事と現道部の街路築造が続いていた。2022年（令和4年）12月3日に開通。
北参道（900 m）
2019（平成31/令和元）年度着手、同年度8月時点で用地取得率は18 %、工事未実施。
北参道II期（860 m）
神宮前（640 m）
神宮前II期（560 m）
2016年（平成28年）3月15日着手。現道の幅員約22 mを27 - 30 mに拡幅し、車道4車線とその両側に自転車走行空間及び歩道を整備
。

## 区間と通称および主な接続路線
路線名は略称で表す（国道x号→国x、都道yyy号○○△△線→都yyy）

### 環5ノ1
天現寺交差点：都416（明治通り）、都418（外苑西通り）
　｜　明治通りを参照。
渋谷区千駄ヶ谷5丁目付近（新宿パークホテル前）：都305（明治通り）
　｜　都305（御苑通り）
新宿区新宿2丁目付近（都立新宿高校前）：国20（甲州街道）
　｜　都305（御苑通り）
新宿2丁目交差点：（新宿通り）
　｜　都305（御苑通り）
新宿5丁目東交差点：都302・都430（重複）（靖国通り）
　｜　都305（御苑通り）
新宿区新宿5丁目付近（新宿区役所第二分庁舎前）：都305
　｜　明治通りを参照。
高戸橋交差点：都8支（新目白通り）
　｜　都305（明治通り）
豊島区高田2丁目付近（目白通り立体交差下）：都305（明治通り）
　｜　開通時期未定 ※事業中
豊島区雑司が谷2丁目付近（鬼子母神前停留場南）：都8（目白通り）
　｜　開通時期未定 ※事業中
東池袋交差点：都435（グリーン大通り）
　｜　都435
池袋六ツ又交差点：都305（明治通り）・国254（春日通り・川越街道）
　｜　明治通りを参照。
飛鳥山交差点：都455（本郷通り・明治通り）・国122（明治通り）

### 環5ノ2
王子3丁目交差点：国122（北本通り）
　｜　都306
溝田橋交差点：都501（西側のみ明治通り）
　｜　明治通りを参照。
宮地交差点：都306（明治通り）、都313（尾竹橋通り）・都457（道灌山通り）

### 環5ノ1支1
渋谷区千駄ヶ谷5丁目付近（新宿パークホテル前）：都305（明治通り）
　｜　都305（明治通り）
新宿4丁目交差点（京王新宿追分ビル前）：国20（甲州街道）
　｜　都305（明治通り）
新宿3丁目交差点（伊勢丹・新宿マルイ本館・OIOIONE前）：（新宿通り）
　｜　都305・都4・都5（重複）（明治通り）
新宿5丁目交差点（マルイメン・伊勢丹メンズ館前）：都4・都5・都302・都430（重複）（靖国通り）
　｜　都305（明治通り）

新宿区新宿5丁目付近（新宿区役所第二分庁舎前）：都305（明治通り・御苑通り）